# Campeonato Mundial de Handebol Masculino de 1986

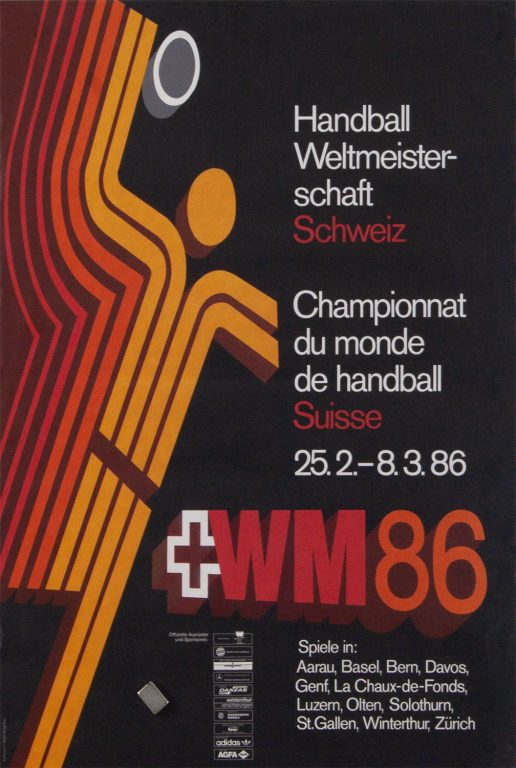
Poster

O Campeonato Mundial de Handebol Masculino de 1986 foi a 11ª edição do Campeonato Mundial de Handebol. Foi disputado na Suíça de 25 de fevereiro a 8 de março de 1986.

## Times
| Grupo A           | Grupo B            | Grupo C         | Grupo D   |
| ----------------- | ------------------ | --------------- | --------- |
| Cuba              | Polónia            | Tchecoslováquia | Argélia   |
| Alemanha Oriental | Espanha            | Islândia        | Dinamarca |
| União Soviética   | Suíça              | Roménia         | Hungria   |
| Iugoslávia        | Alemanha Ocidental | Coreia do Sul   | Suécia    |

## Fase Preliminar

### Grupo A
| Time              | P | V | E | D | GP | GC | SG  | Pts. |
| ----------------- | - | - | - | - | -- | -- | --- | ---- |
| Iugoslávia        | 3 | 3 | 0 | 0 | 80 | 70 | +10 | 6    |
| Alemanha Oriental | 3 | 2 | 0 | 1 | 71 | 64 | +7  | 4    |
| União Soviética   | 3 | 1 | 0 | 2 | 73 | 72 | +1  | 2    |
| Cuba              | 3 | 0 | 0 | 3 | 75 | 93 | -18 | 0    |

### Grupo B
| Time               | P | V | E | D | GP | GC | SG | Pts. |
| ------------------ | - | - | - | - | -- | -- | -- | ---- |
| Alemanha Ocidental | 3 | 3 | 0 | 0 | 57 | 51 | +6 | 6    |
| Suíça              | 3 | 1 | 1 | 1 | 50 | 50 | 0  | 3    |
| Espanha            | 3 | 0 | 2 | 0 | 49 | 53 | -4 | 2    |
| Polónia            | 3 | 0 | 1 | 2 | 57 | 59 | -2 | 1    |

### Grupo C
| Time            | P | V | E | D | GP | GC | SG  | Pts. |
| --------------- | - | - | - | - | -- | -- | --- | ---- |
| Coreia do Sul   | 3 | 2 | 0 | 1 | 76 | 65 | +11 | 4    |
| Roménia         | 3 | 2 | 0 | 1 | 68 | 64 | +4  | 4    |
| Islândia        | 3 | 2 | 0 | 1 | 65 | 71 | -6  | 4    |
| Tchecoslováquia | 3 | 0 | 0 | 3 | 58 | 67 | -9  | 0    |

### Grupo D
| Time      | P | V | E | D | GP | GC | SG  | Pts. |
| --------- | - | - | - | - | -- | -- | --- | ---- |
| Hungria   | 3 | 3 | 0 | 0 | 71 | 62 | +9  | 6    |
| Suécia    | 3 | 2 | 0 | 1 | 70 | 60 | +10 | 4    |
| Dinamarca | 3 | 1 | 0 | 2 | 69 | 67 | +2  | 2    |
| Argélia   | 3 | 0 | 0 | 3 | 53 | 74 | -21 | 0    |

## Segunda Rodada

### Grupo 1
| Time               | P | V | E | D | GP  | GC  | SG  | Pts. |
| ------------------ | - | - | - | - | --- | --- | --- | ---- |
| Iugoslávia         | 5 | 5 | 0 | 0 | 112 | 95  | +17 | 10   |
| Alemanha Oriental  | 5 | 3 | 0 | 2 | 109 | 92  | +17 | 6    |
| Espanha            | 5 | 2 | 1 | 2 | 92  | 87  | +5  | 5    |
| Alemanha Ocidental | 5 | 2 | 0 | 3 | 88  | 97  | -9  | 4    |
| União Soviética    | 5 | 2 | 0 | 3 | 104 | 109 | -5  | 5    |
| Suíça              | 5 | 0 | 1 | 4 | 82  | 107 | -25 | 1    |

### Grupo 2
| Time          | P | V | E | D | GP  | GC  | SG  | Pts. |
| ------------- | - | - | - | - | --- | --- | --- | ---- |
| Hungria       | 5 | 5 | 0 | 0 | 122 | 108 | +14 | 10   |
| Suécia        | 5 | 4 | 0 | 1 | 112 | 93  | +19 | 8    |
| Islândia      | 5 | 2 | 0 | 3 | 114 | 117 | -3  | 4    |
| Dinamarca     | 5 | 2 | 0 | 3 | 107 | 117 | -10 | 4    |
| Roménia       | 5 | 1 | 0 | 4 | 78  | 93  | -15 | 2    |
| Coreia do Sul | 5 | 1 | 0 | 4 | 132 | 137 | -5  | 2    |

## 3º / 4º lugar
| Data       | Partida¹          | Partida¹ | Partida¹ | Placar |
| ---------- | ----------------- | -------- | -------- | ------ |
| 08.03.1986 | Alemanha Oriental | -        | Suécia   | 24-23  |

- (¹) -  Na Basiléia

## Final
| Data       | Partida¹   | Partida¹ | Partida¹ | Placar |
| ---------- | ---------- | -------- | -------- | ------ |
| 08.03.1986 | Iugoslávia | -        | Hungria  | 24-22  |

- (¹) -  Em Zurique

## Classificação Final
|    | Iugoslávia         |
|    | Hungria            |
|    | Alemanha Oriental  |
| 4  | Suécia             |
| 5  | Espanha            |
| 6  | Islândia           |
| 7  | Alemanha Ocidental |
| 8  | Dinamarca          |
| 9  | Roménia            |
| 10 | União Soviética    |
| 11 | Suíça              |
| 12 | Coreia do Sul      |
| 13 | Tchecoslováquia    |
| 14 | Polónia            |
| 15 | Cuba               |
| 16 | Argélia            |

## Elencos Medalhistas
| Iugoslávia Zlatan Arnautović Mirko Bašić Jovica Cvetković Jovica Elezović Caslav Grubić Jožef Holpert Mile Isaković Muhamed Memić Dragan Mladenović Jasmin Mrkonja Zlatko Portner Rolando Pušnik Momir Rnić Zlatko Saračević Veselin Vujović Veselin Vuković | Hungria Imre Bíró József Bordás Viktor Debre János Fodor János Gyurka László Hoffmann Gábor Horváth Mihály Iváncsik József Kenyeres Zsolt Kontra Mihály Kovács Péter Kovács László Marosi Tibor Orosz László Szabó | Alemanha Oriental Heiko Bonath Rüdiger Borchardt Stephan Hauck Peter Hofmann Andreas Kockeritz Hartmut Krüger Andreas Nagora Peter Pysall Gunnar Schimrock Wieland Schmidt Dirk Schnell Klaus-Dieter Schulz Frank Michael Wahl Ingolf Wiegert Holger Winselmann Thomas Zeise |

## Artilheiros
| Jogador                      | Gols |
| ---------------------------- | ---- |
| 1. Jae-Won Kang (KOR)        | 67   |
| 2. Julián Duranona (CUB)     | 50   |
| 3. Björn Jilsén (SWE)        | 47   |
| 4. Péter Kovács (HUN)        | 45   |
| 5. Christian Arason (ISL)    | 41   |
| 6. Ingolf Wiegert (GDR)      | 40   |
| 6. Maricel Voinea (ROM)      | 40   |
| 8. Jovica Cvetković (YUG)    | 37   |
| 9. Peter Morten Fenger (DEN) | 35   |
| 9. Peter Weber (SWI)         | 35   |

| Campeonato Mundial de Handebol Masculino de 1986 |
| Campeão                                          |
| ------------------------------------------------ |
| Iugoslávia 1º Título                             |